# Bussières (Puy-de-Dôme)
Bussières ist eine französische Gemeinde mit 107 Einwohnern (Stand 1. Januar 2022) im Département Puy-de-Dôme in der Region Auvergne-Rhône-Alpes (vor 2016 Auvergne). Die Gemeinde gehört zum Arrondissement Riom und zum Kanton Saint-Éloy-les-Mines (bis 2015 Pionsat). 

## Lage
Bussières liegt etwa 45 Kilometer westnordwestlich von Riom und etwa 58 Kilometer nordwestlich von Clermont-Ferrand. Im Osten verläuft das Flüsschen Mousson, im Westen sein Zufluss Jobet. Umgeben wird Bussières von den  Nachbargemeinden Saint-Hilaire im Norden und Nordwesten, Saint-Maigner im Osten und Nordosten, Espinasse im Südosten, Roche-d’Agoux im Süden sowie Saint-Maurice-près-Pionsat im Westen.

## Weblinks

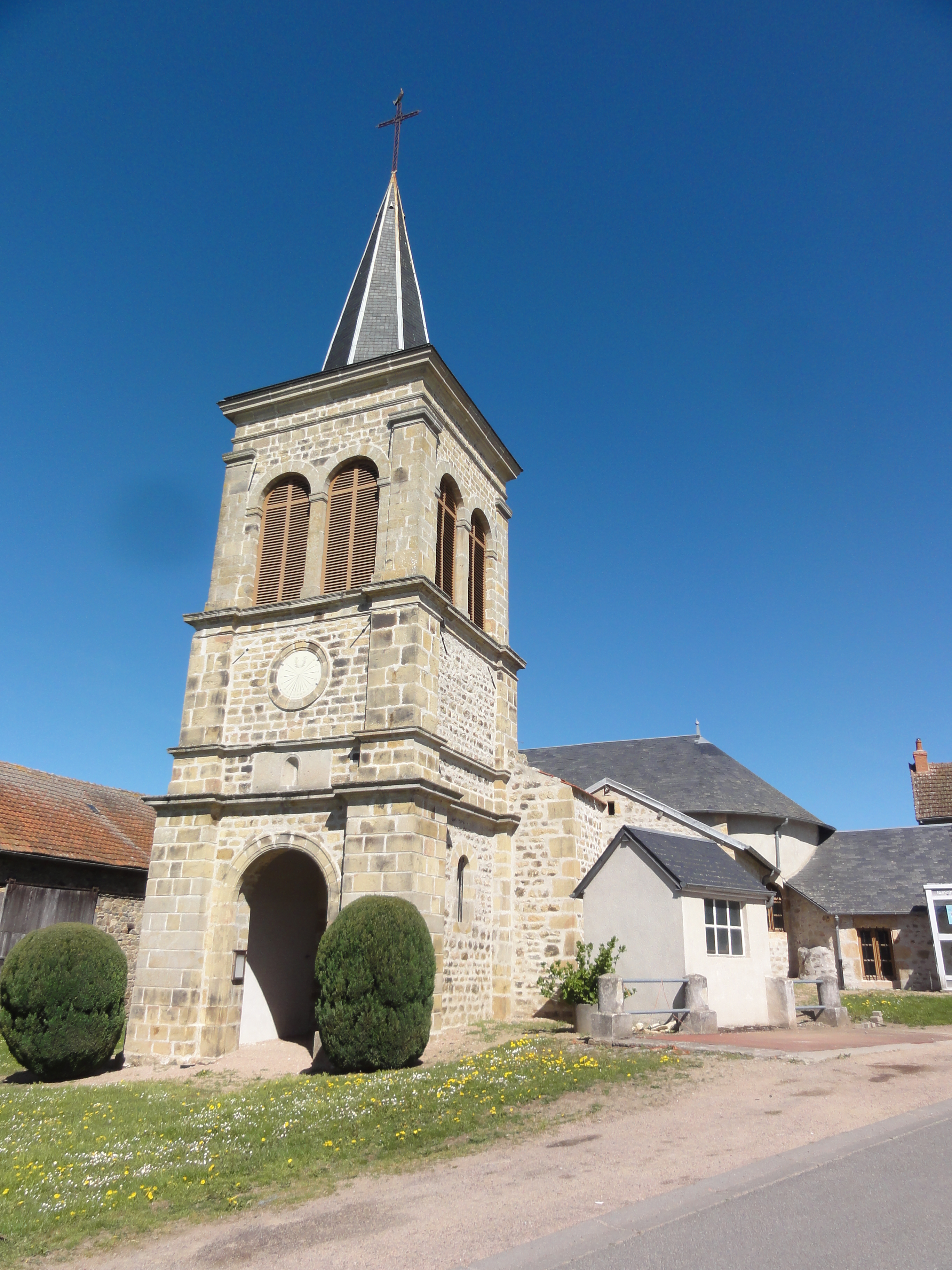
Kirche

## Bevölkerungsentwicklung
| Jahr                       | 1962 | 1968 | 1975 | 1982 | 1990 | 1999 | 2006 | 2013 |
| Einwohner                  | 230  | 215  | 206  | 165  | 132  | 119  | 109  | 104  |
| Quellen: Cassini und INSEE |      |      |      |      |      |      |      |      |

## Sehenswürdigkeiten
- Kirche